# Consiglio circoscrizionale
Il  consiglio circoscrizionale, in Italia,  pè un'assemblea pubblica rappresentativa delle zone in cui è divisa una città, e costituiscono l'articolazione decentrata dell'amministrazione di un comune italiano.

## Definizione
I consigli circoscrizionali hanno nomi differenti a seconda dei comuni. A Bologna prendono il nome di Consigli di Quartiere.

### Istituzione e normativa
L'istituzione di consigli circoscrizionali è obbligatoria per i Comuni secondo quanto previsto nell'art. 17 del D.Lgs. 18 agosto 2000, n. 267 (Testo unico delle leggi sull'ordinamento degli enti locali) e successive modifiche ed integrazioni (legge finanziaria 2008), per il quale le circoscrizioni devono essere istituite dai comuni con popolazione superiore a 250.000 abitanti, mentre la loro istituzione è facoltativa nei comuni con popolazione tra i 100.000 e i 250.000 abitanti, fermo restando che la popolazione media delle circoscrizioni non può essere inferiore a 30.000 abitanti. Nei comuni con popolazione superiore a 300.000 abitanti lo statuto può prevedere particolari e più accentuate forme di decentramento di funzioni e di autonomia organizzativa e funzionale, determinando altresì gli organi, lo status dei componenti e le modalità di elezione, nomina o designazione.

## Elezione
L'elezione del Consiglio di zona avviene contestualmente alle elezioni del Consiglio comunale e con la modalità del suffragio diretto dei cittadini residenti aventi diritto al voto. I Consigli di zona restano in carica per lo stesso periodo dei Consigli comunali.

## Competenze
La legge stabilisce che i Consigli circoscrizionali costituiscono organismi di partecipazione, di consultazione, di gestione dei servizi di base e di esercizio delle funzioni delegate dal Comune.
- controlla l'efficienza dei servizi comunali nella circoscrizione;
- ha potere consultivo e poteri di iniziativa nei confronti del Comune esprimendo pareri in merito a concessioni edilizie, programmi attuativi del Piano Regolatore Generale e revisioni ed aggiornamenti del Piano Urbano del Traffico;
- svolge attività di amministrazione dei servizi di base e le altre funzioni a questi delegate;
- presenta suggerimenti agli organismi centrali dell'Amministrazione Comunale in ordine a lavori pubblici, parchi e giardini e patrimonio edilizio Comunale;
- può presentare richiesta di referendum comunale;
- riceve dai cittadini istanze e petizioni;
- orienta l'attività dei Centri Territoriali Sociali;
- nomina propri rappresentanti all'interno degli organi collegiali di gestione degli Istituti scolastici ed all'interno della Commissione Edilizia Comunale.

## Funzionamento
Il Consiglio di zona è convocato e presieduto da un Presidente. Le regole di funzionamento interno del Consiglio di zona sono contenute in regolamenti. 
Ogni Consiglio costituisce una serie di Commissioni istruttorie. Queste Commissioni hanno il compito di esaminare le questioni che, inserite nell'ordine del giorno del Consiglio, saranno poi oggetto di votazione. 
Esse sono presiedute da un Consigliere di zona, si svolgono in seduta pubblica e possono essere chiamati a partecipare ai loro lavori, ma senza diritto di voto, i cittadini.